# Innocent World
Innocent World (с англ. — «Невинный мир») — пятый сингл, выпущенный японской группой Mr. Children 1 июня 1994 года.

## Обзор
«Innocent World» стал первым синглом группы, занявшим первое место в японском чарте Oricon, первым, достигшим продаж в 1 935 830 копий и также занял первое место по числу проданных копий в годовом чарте Oricon 1994 года.
Этот трек был использован в качестве рекламной песни для безалкогольного напитка Aquaerius Ioshisu (яп. アクエリアス イオシス) и был также включен в концертный альбом Mr. Children под названием «1/42» , выпущенный 8 сентября 1999 года, а также Mr. Children 1992—1995, выпущенный 11 июля 2001 года. Песня с обратной стороны пластинки, получившая название «My confidence song» была включена в сборник альбомов Mr. Children’s, B-Side, выпущенный 10 мая 2007 года.

## Награды
Песня получила множество наград, в том числе «Гран-при» («Песня года») на 36-й ежегодной премии Japan Record Awards, «Лучшая пятерка синглов» на 9-й ежегодной премии Japan Gold Disc Awards, и «Серебряная награда» на 13-й ежегодной премии JASRAC .

## Трек-лист
Слова и музыка всех песен — Казутоси Сакурай.
| №  | Название                                | Длительность |
| -- | --------------------------------------- | ------------ |
| 1. | «Innocent World»                        | 5:48         |
| 2. | «My confidence song»                    | 1:55         |
| 3. | «Innocent World (Instrumental Version)» | 5:48         |

## Личности
- Кадзутоси Сакурай — вокал, гитара
- Кенити Тахара — гитара
- Кейсуке Накагава — бас
- Хидея Сузуки — барабаны

## Производство
- Продюсер — Такэси Кобаяси[7]
- Соглашение — Mr.Children и Такэси Кобаяси[7]